# لیدن، برفوردشر
لیدن (به انگلیسی: Leedon) یک روستا در بریتانیا است که در بدفوردشر مرکزی واقع شده‌است.